# صحيفة الشرق (قطر)
الشرق هي صحيفة قطرية يومية سياسية تأسست في 1 سبتمبر 1987 وتصدر عن مجموعة دار الشرق.

## كتابها الملحوظين
- فيصل القاسم

## وصلات خارجية
- الموقع الرسمي